# Mesa (Arizona)
Mesa é uma cidade localizada no estado norte-americano do Arizona, no condado de Maricopa. Foi fundada em janeiro de 1878 pelos mórmons e incorporada em 1883.
Eram pioneiros mórmons que se deslocaram de Missouri e habitaram a região da cidade. Sua população ainda é cerca de 15% Mórmon. A Igreja de Jesus Cristo dos Santos dos Últimos Dias explora um dos seus mais antigos templos, o Templo de Mesa.
É um subúrbio de Phoenix, no âmbito da área metropolitana, sendo uma das cidades de mais rápido crescimento nos Estados Unidos. Com mais de 504 mil habitantes, de acordo com o censo nacional de 2020, ocupa a 37ª posição entre as cidades mais populosas do país. É a terceira cidade mais populosa do Arizona, depois de Phoenix e Tucson. A cidade tem uma população maior do que algumas cidades bem conhecidas dos Estados Unidos, como Miami e Minneapolis.

## Geografia
De acordo com o Departamento do Censo dos Estados Unidos, a cidade tem uma área de 361,1 km², dos quais 359,2 km² estão cobertos por terra e 1,8 km² (0,5%) por água.

### Clima
Mesa possui um clima ligeiramente mais ameno que Phoenix, devido à distância da ilha de calor do centro da região metropolitana. Mesmo assim, o verões têm médias que variam entre 24 °C e 39 °C. O Inverno tem temperaturas entre 5 °C e 17 °C ao longo do dia. Outono e Primavera são estações de transição que costumam ter temperaturas mais agradáveis, variando entre 13 °C e 27 °C. A precipitação anual de chuva não ultrapassa os 200 mm, sendo a maioria concentrada no inverno.

## Demografia
Desde 1900, o crescimento populacional médio, a cada dez anos, é de 78,7%.

### Censo 2020
De acordo com o censo nacional de 2020, a sua população é de 504 258 habitantes e sua densidade populacional é de 1 403,7 hab/km². Seu crescimento populacional na última década foi de 14,9%, acima do crescimento estadual de 11,9%. É a terceira cidade mais populosa do estado e a 37ª mais populosa do país.
Possui 220 082 residências que resulta em uma densidade de 612,6 residências/km² e um aumento de 9,4% em relação ao censo anterior. Deste total, 13,0% das unidades habitacionais estão desocupadas. A média de ocupação é de 2,6 pessoas por residência.

### Censo 2010
Segundo o censo nacional de 2010, a sua população é de 439 041 habitantes e sua densidade populacional é de 1 219,6 hab/km². Possui 201 173 residências, que resulta em uma densidade de 569,2 residências/km².

### Censo 2000
A partir do censo de 2001, havia 442 445 pessoas e 99 863 famílias residentes na cidade. A densidade populacional era de 1 224,4 hab/km². Haviam 175 701 unidades habitacionais com uma densidade média de 542,8 residências/km².
A etnia majoritária da cidade foi de 81,6% brancos, 2,4% afro-americanos, de 2,2% indígenas americanos, 2,00% asiáticos, 0,10% das ilhas do Pacífico, 9,3% de outras etnias, e 1,30% mestiços. 24,0% da população eram hispânicos ou latino-americanos de qualquer etnia.
Houve 146 643 domicílios, dos quais 33,4% eram pessoas com menos de 18 anos, 52,7% eram casados ou vivendo juntos, 10,6% tinham uma mulher como chefe de família, sem marido presente, e 31,9% eram não-familiares. 24,2% de todas as famílias foram constituídas de pessoas e 9,1% tinha alguém que estava vivendo só ou tinha 65 anos de idade ou mais. A média da dimensão do agregado foi de 2,68 ea média de tamanho das famílias foi de 3,20.
A população foi diversificado no que diz respeito à idade, com 27,3% com menos de 18 anos, 11,2% de 18 a 24, 29,7% de 25 a 44, 18,4% de 45 a 64, e 13,3% que eram 65 anos de idade ou mais. A idade mediana foi de 32 anos. Por cada 100 mulheres, havia 98,2 homens. Por cada 100 mulheres e mais de 18 anos, havia 95,6 homens.
O rendimento médio de um agregado familiar na cidade foi de 42 817 dólares, e o rendimento médio de uma família foi de 49 232 dólares. Homens tinham um rendimento médio de 35 960 dólares contra 27 005 dólares para o sexo feminino. A renda per capita da cidade era de 19 601 dólares. Cerca de 6,2% das famílias e 8,9% da população estavam abaixo da linha da pobreza, incluindo 10,7% daqueles com menos de 18 anos e 7,1% das pessoas de 65 anos ou mais. Os residentes apresentam uma grande quantidade de diversidade económica, com baixa renda áreas construídas algo perto de bairros com alta escala caro personalizado casas. O bairro "Marlborough Mesa", juntamente com muitos outros bairros, ter ganho um prêmio da comunidade.

## Transporte
Várias rodovias servem a área de Mesa, tais como E.U. Rota 60, localmente conhecida como a Superstition Freeway, que circula entre o Apache Junction e Phoenix. Também é servido por SR 87 e bypass loops Loop 101, que sai da parte ocidental da cidade como os limites Preço Freeway, e Loop 202, o que ultrapassa a cidade no norte e leste. Transporte público é fornecida pela Vale do metro com a maioria dos ônibus executando apenas de segunda-feira a sábado.
De serviços aéreos na cidade é fornecida por dois aeroportos. Falcão de Campos, localizado na parte nordeste da cidade, foi estabelecido como um campo de treinamento RAF para pilotos britânicos durante a Segunda Guerra Mundial e foi transferida para a cidade no fim da guerra. Constrói o Boeing AH-64 Apache ataque helicóptero em uma instalação adjacente Falcon Field. Phoenix-Mesa Gateway Airport está situado no extremo sudeste da cidade, e prevê suplente mas limitado de serviços aéreos para Sky Harbor International Airport. Phoenix-Mesa Gateway foi anteriormente Williams Gateway Airport, e antes disso, Williams Air Force Base, que fechou em 1993. Williams Gateway foi anunciado como um novo foco da cidade para Allegiant Air. Serviço começou 25 de outubro de 2007.

## Marcos históricos
O Registro Nacional de Lugares Históricos lista 33 marcos históricos em Mesa. O primeiro marco foi designado em 30 de maio de 1975 e o mais recente em 25 de junho de 2018.

## Cidades irmãs
Mesa, Arizona tem seis cidades-irmãs:
| - Burnaby, Canadá - Caraz, Peru - Guaymas, México - Kaiping, China - Manaus, Brasil - Upper Hutt, Nova Zelândia |

## Galeria de imagens

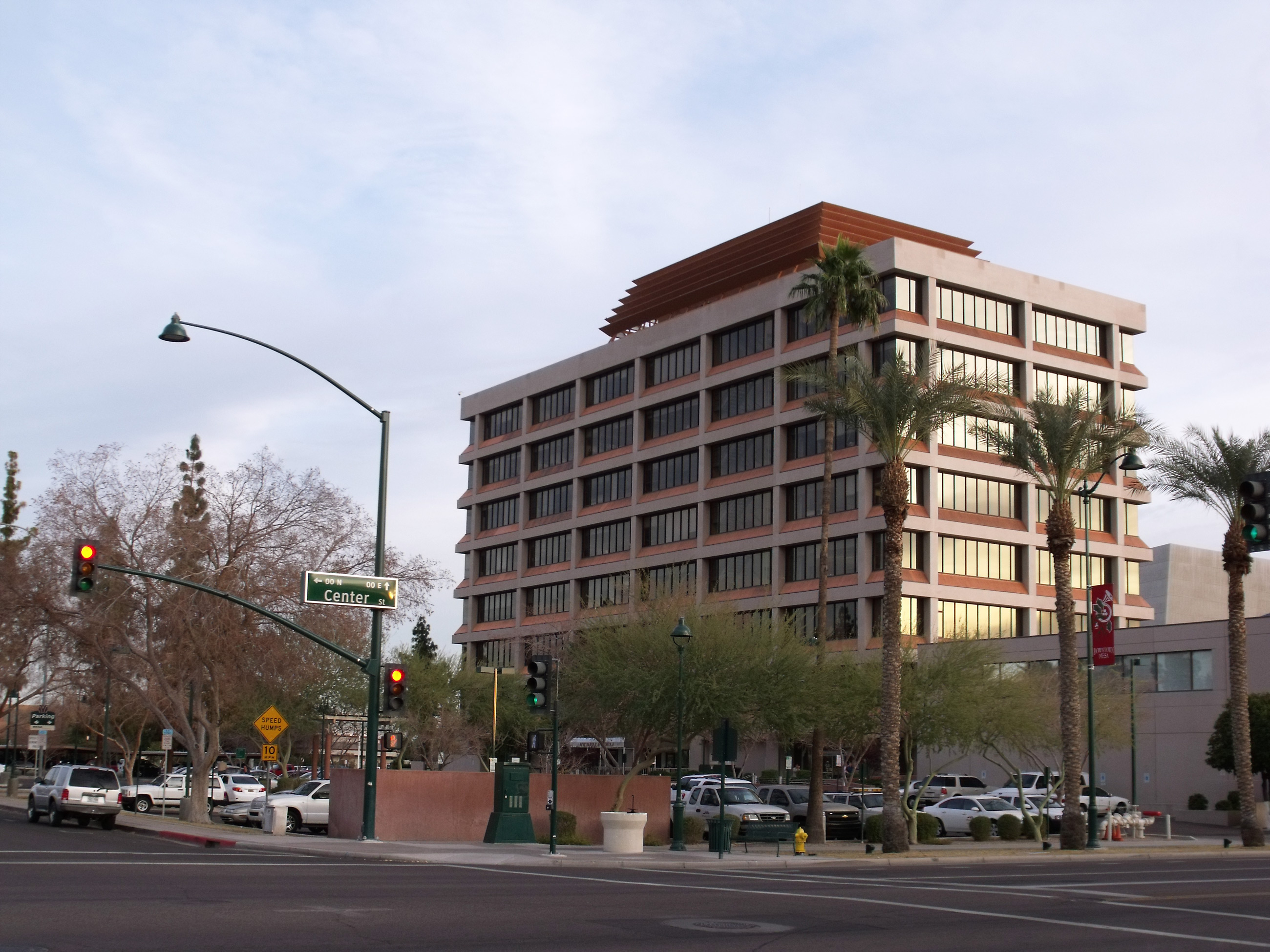
Prefeitura de Mesa